# دزد بندر
دزد بندر فیلمی به کارگردانی احمد شیرازی و نویسندگی امیر شروان ساختهٔ سال ۱۳۳۴ است.
این فیلم در زمرهٔ آثار نایاب و یا کم‌یاب سینمای ایران قرار دارد و اطلاعات موجود دربارهٔ آن محدود است.

## بازیگران
- محسن مهدوی
- مهین دیهیم
- منیر
- مبصری
- جواد ترکپور
- مبارکیان